# 森氏猪殃殃
森氏猪殃殃（学名：Galium morii），为茜草科拉拉藤属下的一个植物种。